# Oráculo de Delfos

Ubicación de Delfos (Δελφοί) en Grecia, entre otros santuarios de la región.

El oráculo de Delfos, situado en un gran recinto sagrado consagrado al dios Apolo, fue uno de los principales oráculos de la Antigua Grecia. Estaba ubicado en el valle del Pleisto, junto al monte Parnaso, cerca de la actual villa de Delfos, en Fócida (Grecia), a 700 m sobre el nivel del mar y a 9,5 km de distancia del golfo de Corinto.
De las rocas de la montaña brotaban varios manantiales que formaban distintas fuentes. Una de las fuentes más conocidas y más antiguas era la fuente Castalia, rodeada de un bosque de laureles consagrados a este mismo dios.
La leyenda y la mitología cuentan que en el monte Parnaso se reunían las musas, diosas menores del canto y la poesía, junto con las ninfas de las fuentes, llamadas náyades. En estas reuniones, Apolo tocaba la lira y las divinidades cantaban.
Originariamente tenía el nombre de Pita y alcanzó gran notoriedad en el mundo helénico desde mediados del siglo VIII a. C.

## Etimología

### Delfos
Hay diversas propuestas acerca del origen del topónimo de Delfos. Una de ellas propone que viene de Delfino (Δελφινης), que era el nombre del dragón mitológico que custodiaba el oráculo antes de la llegada de Apolo. También se ha escrito que su origen parte de un mito según el cual Apolo se convirtió en delfín para atraer a un barco cretense, del que quería utilizar a la gente como sacerdotes; los cretenses desembarcaron y fundaron Crisa y se les encargó ser sacerdotes del templo y que adorasen al dios bajo el nombre de "Apolo Delfinio" para rememorar su conversión en delfín. Al templo de Apolo se le llamó igualmente Delfinion (Δελφίνιoν).

### Pito
El santuario se construyó en el lugar conocido en la Antigüedad como Pito, nombre que en griego presenta dos formas (ambas femeninas): Πυθώ, -οῦς y Πυθών, -ῶνος (Homero. Iliada 2, 519 y 9, 405; Odisea 8,80). Este nombre (que carece de etimología aceptada) se relaciona con el de la gran serpiente o dragón que, según la mitología, vigilaba el oráculo primitivo (véase el siguiente apartado). En la Antigüedad se intentó dar una etimología al nombre de Pito que lo relacionara con las funciones del santuario. A estos intentos de etimología popular se refieren su relación con el verbo "pythomai" (πύτωμαι) = "pudrir", que se relacionaría con el hecho de que Apolo habría dejado pudrirse a la serpiente tras haberla matado; o con el verbo pynthanomai (πυνθάνομαι) = "informarse, aprender" que se referiría a las funciones del propio oráculo.
Del término "Pitón" provienen los de "pitia" (Πυθία) o "pitonisa", nombre de las sacerdotisas del templo, que interpretaban las respuestas.
Véase "Pitia o Pitonisa"

## Orígenes del santuario

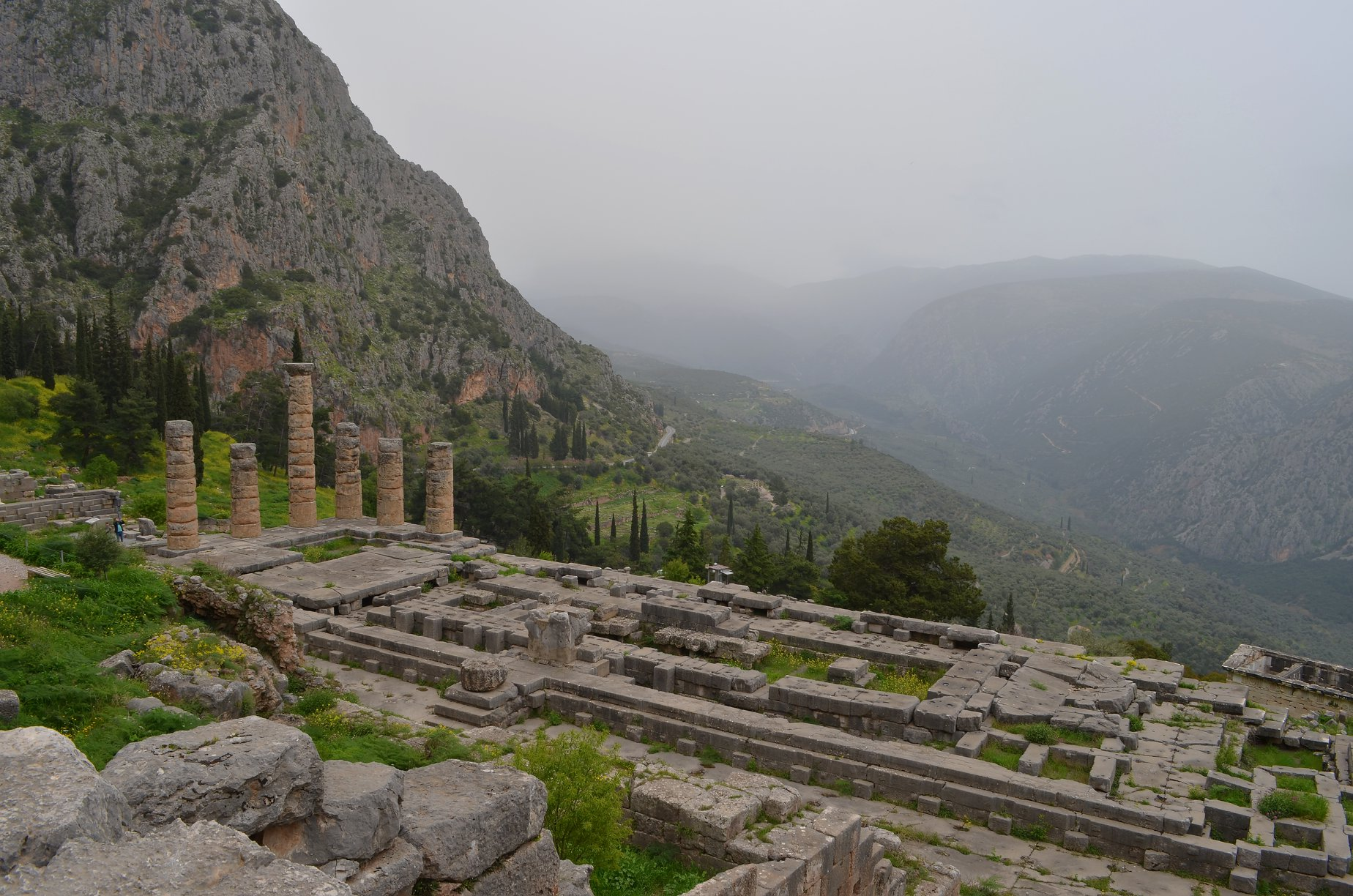
Restos del templo de Apolo.

Hay testimonios de ocupación humana cercana al emplazamiento del santuario de Delfos de época arcaica desde el Neolítico, concretamente en una gruta del macizo del Parnaso. Ya en época micénica y en el mismo emplazamiento del santuario hubo primero (c. 1400 a. C.) una pequeña aldea que fue abandonada en algún momento entre 1100 y 800 a. C. El santuario propiamente dicho apareció después de esta fecha con un altar, al que siguió un primer templo.
Una tradición relatada por Diodoro Sículo indica que un pastor observó como sus cabras se comportaban de un modo extraño cuando se aproximaban a una grieta de donde surgían vapores. Después, el pastor se acercó a ese mismo lugar y empezó a profetizar. Cuando la noticia se extendió, muchas otras personas llegaron al lugar para realizar también profecías, pero a menudo durante el trance saltaban a la grieta y desaparecían por ella. Por ello se decidió nombrar a una mujer para que profetizase por todos, a la que construyeron un trípode para que estuviera segura. Estrabón también menciona los vapores subterráneos que inspiraban a la Pitia y el trípode en la que se situaba.
Por otra parte, el nombre de Pito se relaciona en la mitología con el de una gran serpiente o dragón Pitón hijo de la diosa Gea (la Tierra) que vigilaba un oráculo consagrado a su madre, o bien era compartido por Poseidón y Gea. Una tradición indica que Gea cedió a Temis su parte y esta lo regaló a Apolo. Por otra parte, Poseidón intercambió la suya con Apolo por Calauria. Sin embargo, la versión más difundida dice que, con el fin de establecer su propio oráculo con el que guiar a los hombres, Apolo mató a Pitón con su arco y tomó posesión del oráculo. Para establecer el culto del nuevo santuario desvió un barco de sacerdotes cretenses (cf. Himno Homérico a Apolo).

## Funcionamiento del oráculo en época clásica
Lo cierto es que ningún autor de la Antigüedad, ni siquiera Plutarco en su obra Diálogos píticos, ha dejado ninguna descripción completa sobre cómo se realizaba una consulta, que además debió ser cambiante a lo largo de los siglos, por lo que la información sobre ello consiste en una recopilación de fuentes de diferentes épocas que a menudo contienen divergencias entre sí.

### Pitia o Pitonisa

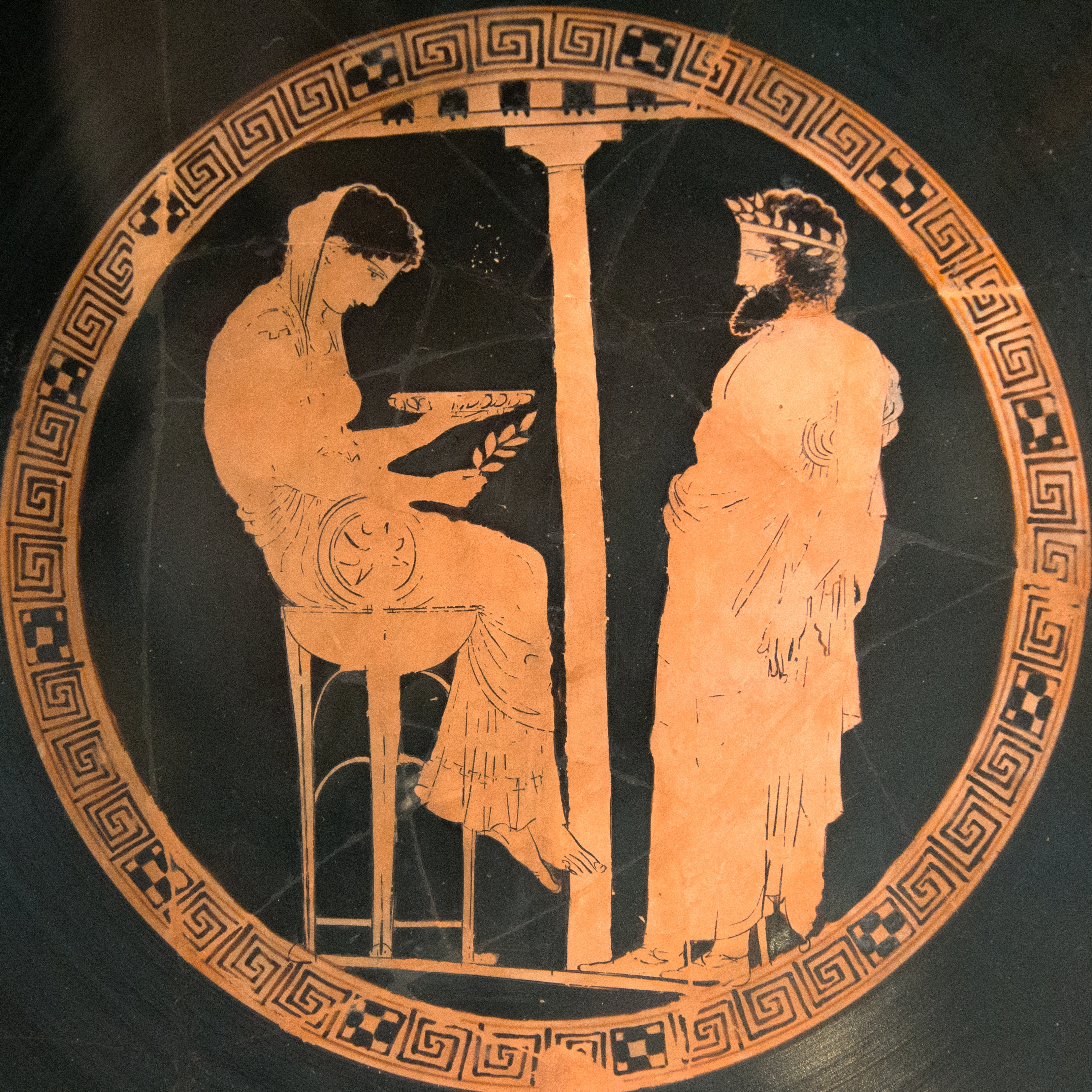
Cílice de figuras rojas con la representación de una consulta al oráculo de Delfos realizada por Egeo. Hacia 440-430 a. C. Berlín, Altes Museum.

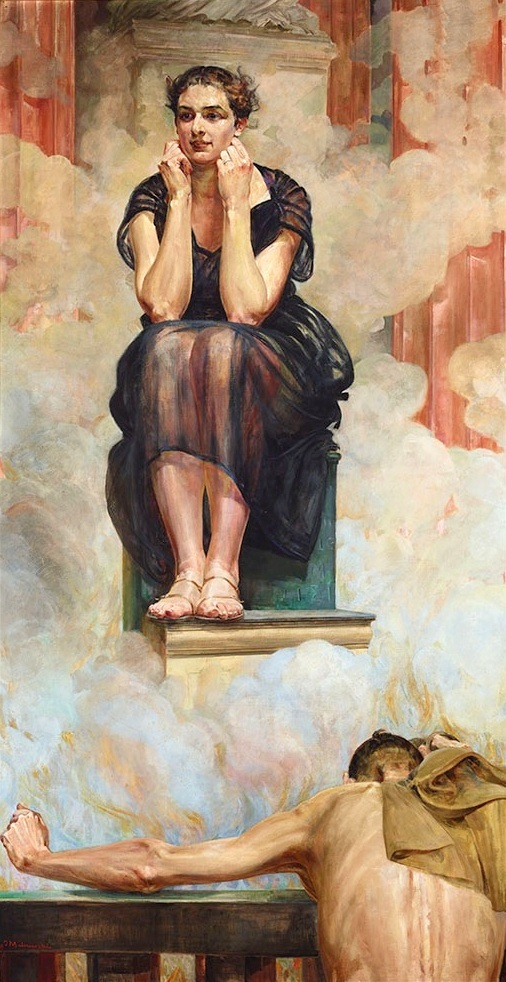
La pitia, pintura de Jacek Malczewski (1917). Museo Nacional de Cracovia.

Se sabe que la elección de este personaje se hacía sin ninguna distinción de clases. A la candidata solo se le pedía que su vida y sus costumbres fueran irreprochables. El nombramiento era vitalicio y se comprometía a vivir para siempre en el santuario. Durante los siglos de apogeo del oráculo fue necesario nombrar hasta tres pitonisas para poder atender con holgura las innumerables consultas que se hacían por entonces. Sin embargo, en los tiempos de decadencia solo hubo una, suficiente para los pocos y espaciados oráculos que se requerían.
Según Diodoro Sículo, originalmente la pitia era una joven virgen, pero a raíz del rapto y violación de una de ellas por un joven de Tesalia se decretó que desde entonces no podría escogerse ninguna con menos de cincuenta años, aunque deberían seguir vistiendo como una doncella.
Los consultantes tenían una entrevista con ella unos días antes del oráculo. Este hecho está perfectamente documentado en las noticias que dan los autores de la Antigüedad. El oráculo se celebraba un día al mes, el día 7 que se consideraba como la fecha del nacimiento de Apolo. Por otra parte, en invierno no había oráculo, porque se creía que Apolo en esa época viajaba al país de los hiperbóreos.
Los días de consulta, la Pitia se purificaba en la fuente Castalia. A continuación realizaba ofrendas a Apolo. Después, los sacerdotes vertían agua fría sobre una cabra. Si esta tiritaba, era una señal de que Apolo estaba receptivo a las consultas. Entonces se realizaba el sacrificio de la cabra en el altar de Apolo.
Los consultantes eran de todo tipo, desde grandes reyes hasta gente pobre. En primer lugar se purificaban con agua de las fuentes de Delfos y a continuación se establecía un orden de consulta. El derecho de preferencia del que gozaban algunos de ellos se denominaba promanteia. Una vez establecido el orden se pagaban las tasas correspondientes, luego ofrecían un sacrificio en el altar que había delante del templo y por último el consultante se presentaba ante la Pitia y hacía sus consultas oralmente, según se cree.
Se conoce muy poco sobre el rito que se seguía en el oráculo. Se sabe que la Pitia se sentaba en un trípode que estaba en un espacio llamado «áditon», al fondo del templo de Apolo Pitio. Αδυτων significa "fondo del santuario" y τo αδυτoν significa "lugar sagrado de acceso prohibido".
Diversos autores tardíos como Diodoro Sículo, Estrabón, Plutarco, Pausanias, Lucano, Orígenes y San Juan Crisóstomo describieron, con algunas diferencias entre sí, el proceso mediante el cual la pitia recibía la inspiración. La imagen dominante que transmiten estas descripciones es que el trípode de la Pitonisa o Pitia se hallaba sobre una grieta muy profunda de la roca. Por esa grieta emanaban unos gases que hacían que la mujer entrara en trance y su cuerpo se agitara. Algunos autores consideraban, en cambio, que la grieta era el espacio físico al que descendía la pitia para profetizar. Según Pausanias, algunos creían que era el agua de la fuente Casotis la que hacía profetizar a la pitia. Luciano menciona que además masticaba hojas de laurel, lo que ayudaba a alcanzar ese estado psicosomático.
Una vez inspirada, la pitia daba respuestas (el verdadero oráculo) y posiblemente —aunque las fuentes no son claras en este aspecto— un sacerdote las interpretaba y escribía en forma de verso, que después se entregaba al consultante.
Se estima que este y otros sistemas de adivinación eran considerados por los griegos de la Antigüedad como medios válidos y útiles de tener una conexión con sus divinidades, por lo que el oráculo fue respetado durante más de mil años.
Los trabajos arqueológicos y geológicos realizados en el siglo XIX por los primeros excavadores en la zona del templo de Apolo no encontraron debajo del templo la grieta profunda de que se habla en la leyenda pero, tras una revisión de la geología del lugar a finales del siglo XX, se ha encontrado que justo debajo del templo de Apolo se cruzan dos fallas geológicas y que por las fisuras que hay en las rocas ubicadas bajo el templo se pueden filtrar gases como etano, metano y etileno que podrían provocar que una persona entrara en un estado parecido al trance.

#### Oráculos de Creso
Tradicionalmente se conocen dos oráculos dados al rey Creso:
Creso (560-546 a. C.) fue el último rey de Lidia. Se cuenta (en Heródoto: Historia I, 53 y en Cicerón: Sobre la adivinación II, 115, 11) de él que en una ocasión envió una consulta al oráculo, pues se estaba preparando para invadir el territorio persa y quería saber si el momento era propicio. El oráculo fue así: ἤν στρατεύηται ἐπὶ Πέρσας, μεγάλην ἀρχήν μιν καταλύσειν / Croesus Halyn penetrans magnam pervertet opum vim / "Creso, si cruzas el río Halys (que hace frontera entre Lidia y Persia), destruirás un gran imperio". La respuesta se interpretó como favorable y dando por hecho que el gran imperio era el de los persas. Pero el “gran imperio” que se destruyó en aquel encuentro fue el suyo, y Lidia pasó a poder de los persas. Esto es un ejemplo de la ambigüedad en las respuestas. Muchas de ellas fueron recogidas por autores clásicos. En realidad el oráculo no trataba de adivinar los hechos, sino de dar buenos consejos, cosa que no era demasiado difícil, ya que en el santuario se disponía de la última noticia y de los últimos acontecimientos del mundo conocido.
Según Jenofonte, ante una consulta del mismo rey acerca de cómo podría pasar el resto de su vida del modo más felizmente posible se le respondió: "Si te conoces a ti mismo, Creso, realizarás la travesía felizmente". Esta máxima se basa en la idea que para conseguir la felicidad y la autoestima hay que conocer los propios límites y aceptarlos.

#### Sibila
Según algunas tradiciones, la primera pitia o pitonisa que actuó en el oráculo de Delfos se llamaba Sibila, y su nombre se generalizó y se siguió utilizando como nominativo de esta profesión. Ni Homero ni Hesíodo hablan de las sibilas; su nombre aparece por primera vez en el siglo VI a. C. y es el filósofo Heráclito de Éfeso (544-484 a. C.) el primer informador de estos personajes. Se pensaba que las sibilas eran oriundas de Asia y que en cierto modo sustituyeron a las antiguas pitias.

## El recinto del santuario o témenos

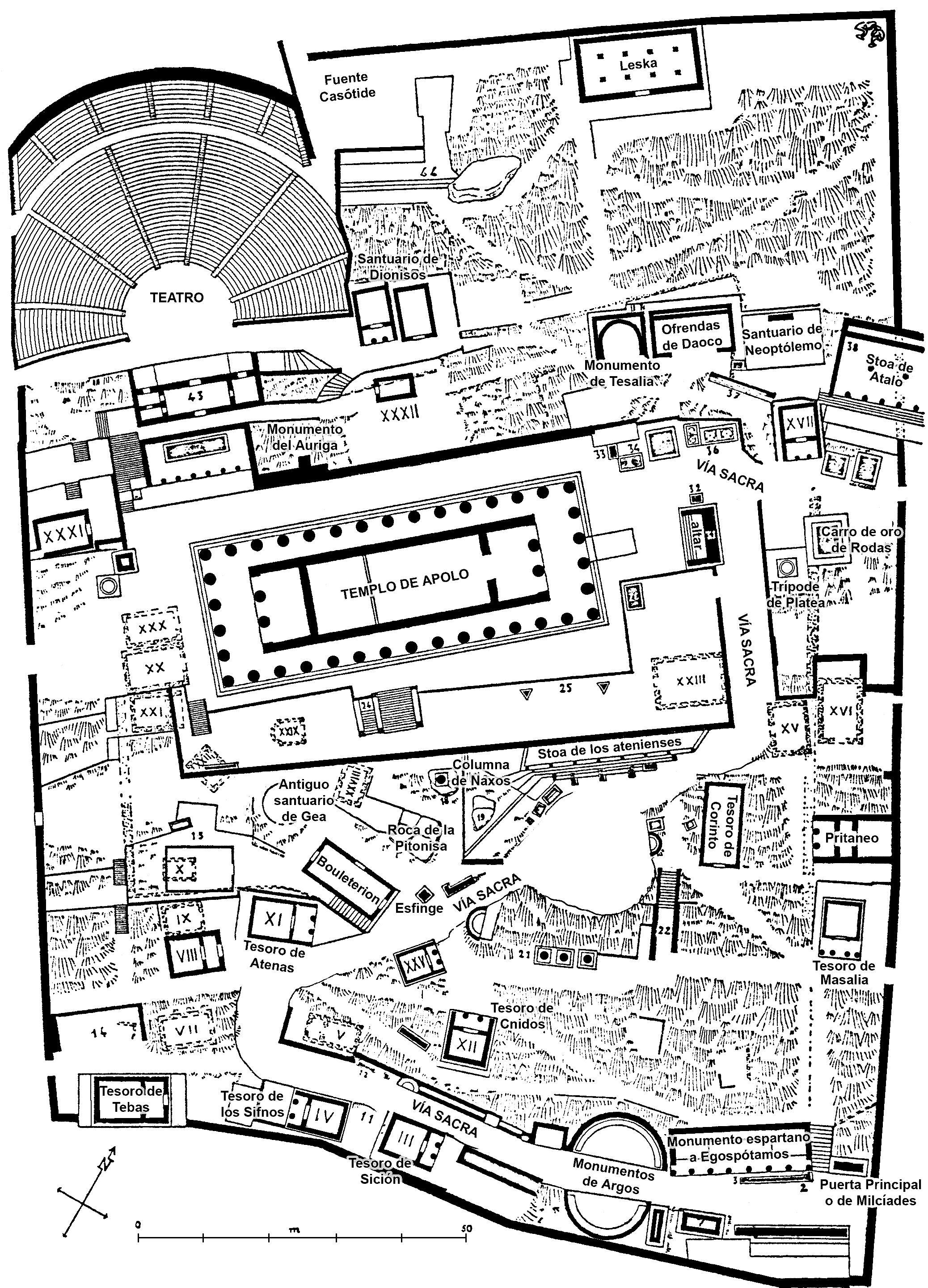
Plano del santuario de Apolo Pitio

La descripción bastante exacta de cómo fue el recinto sagrado se conoce gracias a las informaciones de Pausanias en el siglo II y a la confirmación de esos escritos hecha por las excavaciones arqueológicas.
Una cerca sagrada llamada períbola rodeaba todo el enclave del santuario. En la esquina sureste del recinto comenzaba la vía sacra que iba subiendo montaña arriba, serpenteando y pasando por delante de pequeñas edificaciones llamadas tesoros y de diversos monumentos, hasta llegar al templo del oráculo, templo de Apolo y continuando hasta el estadio en lo más alto. El peregrino accedía por la puerta principal de esta vía sagrada.
En el valle pueden verse cientos de olivos plantados, cuya extensión llega hasta el golfo de Corinto. Se dice que es el mayor olivar del mundo.
Los llamados tesoros (gr. θεσαυρυς, pronúnciase "tesaurus") eran pequeñas capillas donde se guardaban los exvotos y las donaciones que frecuentemente eran muy ricas y valiosas, verdaderas joyas. Se sabe que existían todas estas capillas:
- Tesoro de los cireneos
- Tesoro de los cnidios
- Tesoro de los sifnios
- Tesoro de los sicionios
- Tesoro de los tebanos
- Tesoro de los corintios
- Tesoro de los etruscos
- Tesoro de los atenienses (que es el único restaurado).

En la terraza que se extendía delante del templo de Apolo estaba situado el altar de los sacrificios. Se construyó además un teatro (en el siglo IV a. C.) y un estadio, con 7000 plazas para espectadores, para los juegos píticos (evento iniciado en el 582 a. C.). También había un hipódromo, que aún está sin localizar.
Al aire libre y salpicadas por todo el recinto se hallaban las estatuas de mármol o de bronce, regalos de reyes o de ciudades, en agradecimiento a los servicios prestados por el oráculo.

### Las divinidades
- Apolo Pitio era el dios principal del santuario. Pero en los meses de invierno tomaba protagonismo el dios Dioniso porque Apolo se marchaba al paraíso septentrional. Por esta razón se hizo una ornamentación distinta en los tímpanos del gran templo. En el tímpano del este se esculpió la tríada apolínea (Apolo, Artemisa y Leto) y en el del oeste el tiaso, que era la reunión de fieles que celebraban el culto a Dionisos.
- El santuario de Atenea Pronea se encontraba en la terraza de Marmaria, hacia la parte de abajo. Pronea significa "la que está antes del templo". En esta terraza había dos templos dóricos, uno en honor a Atenea y otro para Artemisa, estaba también el tesoro eólico (llamado tesoro de Masalia, actual Marsella) y el tesoro dórico. Allí estaba junto con estos edificios el tholos o rotonda de columnas del siglo IV a. C., cuyas ruinas quedan aún en pie.
- Durante el siglo V a. C. se estableció el culto a Asclepio (patrón importante de la medicina, hijo de Apolo).

### El ónfalo

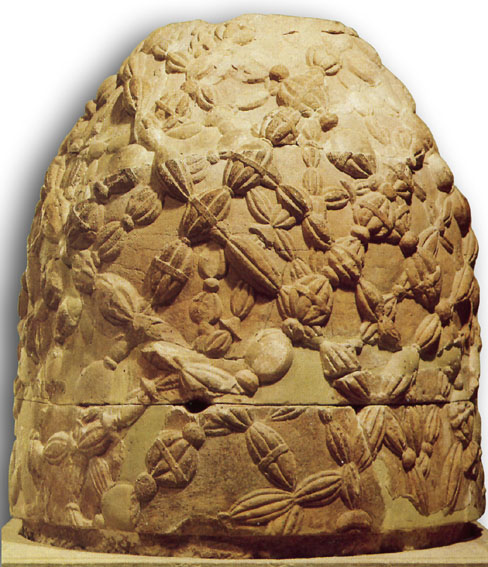
Ónfalos de Delfos que se exhibe en el museo.

El ónfalos es el ombligo del mundo. La leyenda cuenta que el dios Zeus mandó volar a dos águilas desde dos puntos opuestos del Universo. Las águilas llegaron a encontrarse aquí, en Delfos, donde una piedra cónica llamada ónfalos señala el lugar. .La piedra, en forma de medio huevo, fue descubierta durante las excavaciones cerca del templo de Apolo.
Estas piedras que representan el ombligo del mundo eran un símbolo del centro, del lugar donde empezaría la creación del mundo. Al colocarlas en un determinado espacio, lo sacralizaba y lo convertía en el centro religioso. En el caso del ónfalos de Delfos, así fue y este santuario se convirtió en el ombligo o centro religioso de toda Grecia.
Esta roca en concreto fue objeto de un amplio estudio, ya que los investigadores no podían concluir si se trataba del original o de una copia del período helenístico o romano. Finalmente, el estudio dio lugar a la segunda versión.
Estudios recientes de arqueólogos franceses han demostrado que el ombligo y la columna están conectados e interconectados. Es decir, el ombligo de piedra se colocaba sobre el trípode de bronce que llevaban los tres bailarines encima de la columna. Aquí es donde se coloca el ombligo hasta nuestros días, como cubierta de la columna para complementar simbólicamente la esencia y el significado del anatema ateniense. Los atenienses, deseando apaciguar y honrar al dios de la luz, le presentaron esta efigie, que combinaba ambos símbolos délficos, como ofrenda de manos de tres figuras femeninas de origen ateniense..
En algunas monedas encontradas en el recinto se puede ver la imagen del ónfalos, esquematizada y representada por un punto en el centro de un círculo. La piedra mencionada se halla expuesta en el museo de Delfos.

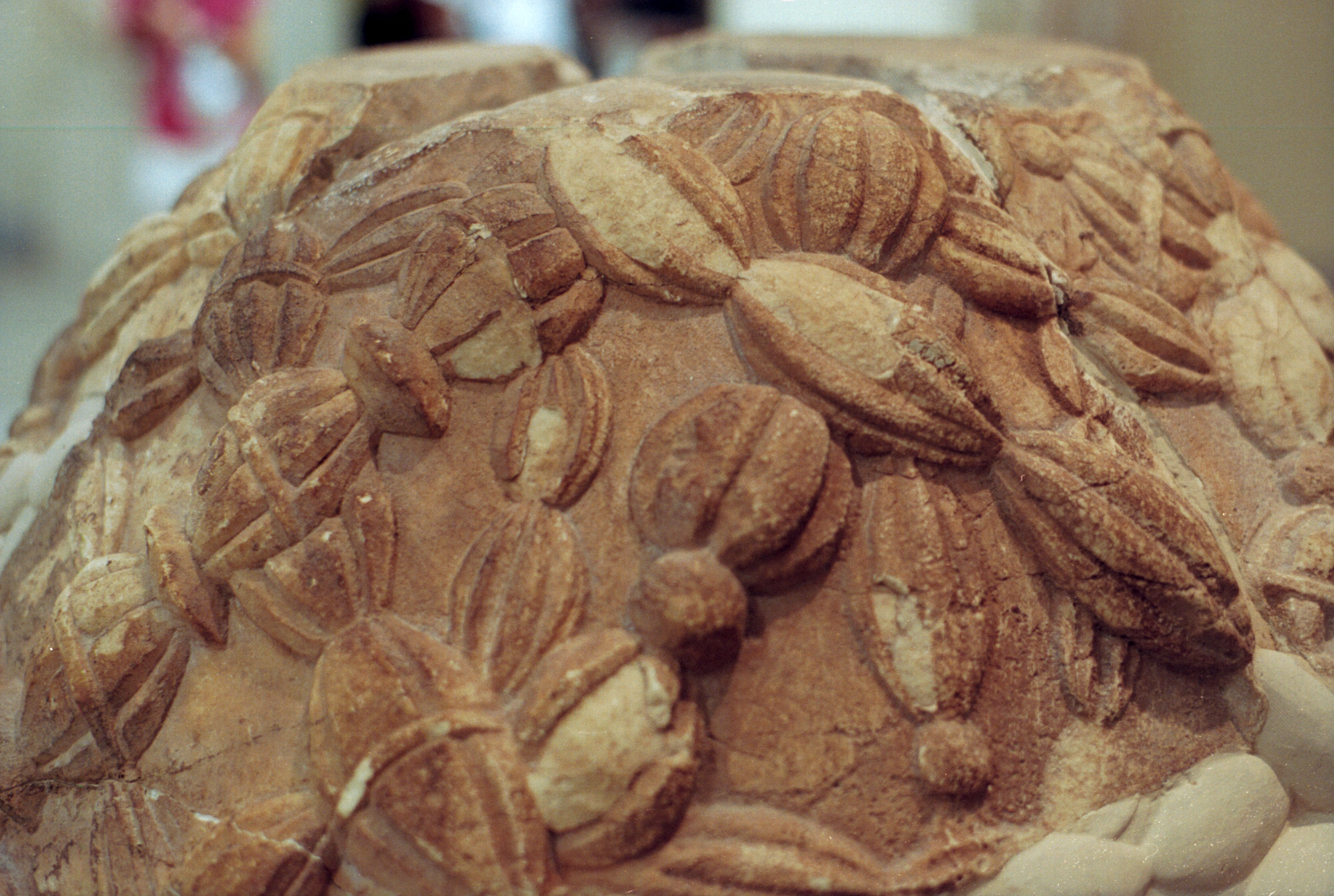
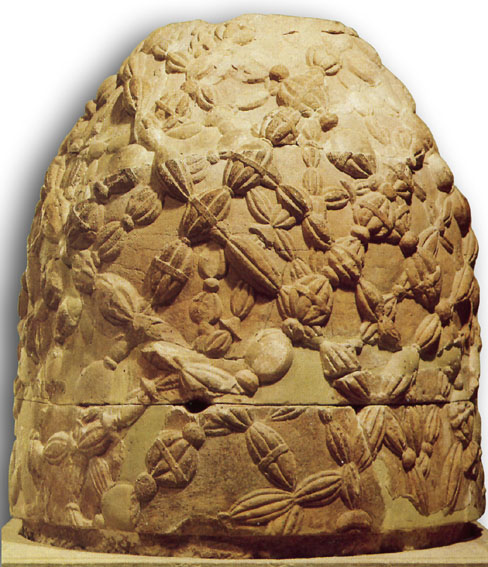
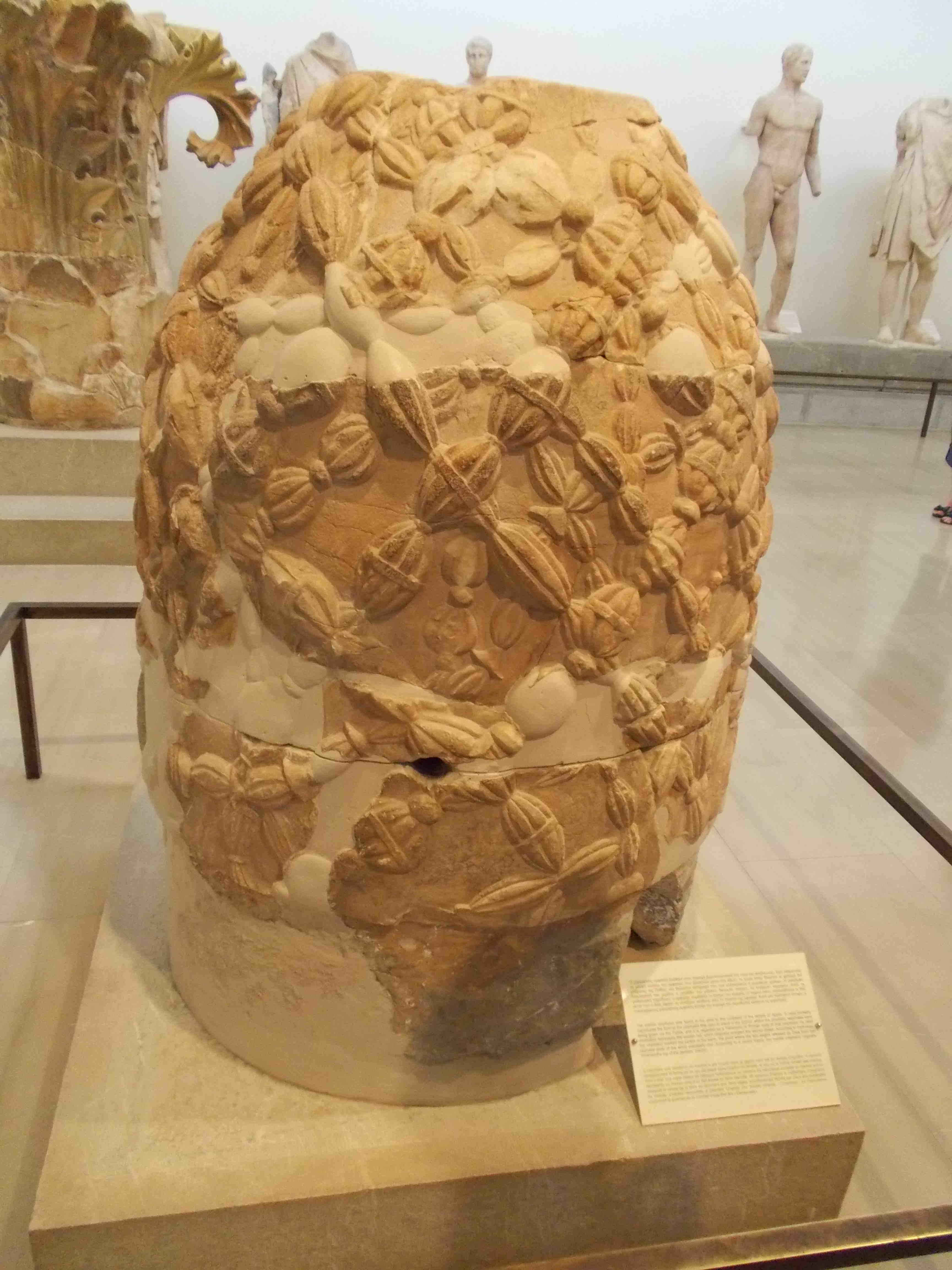
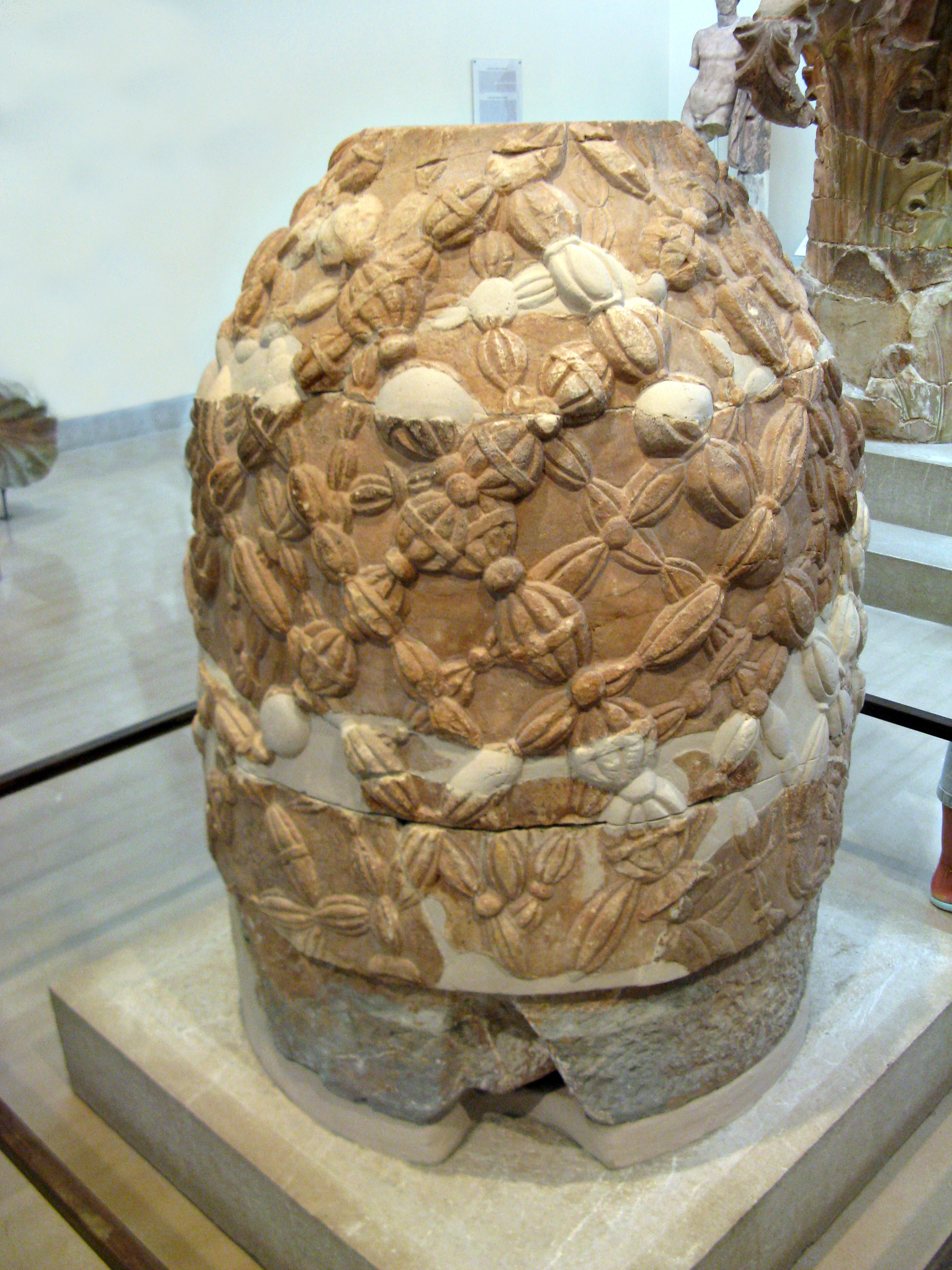
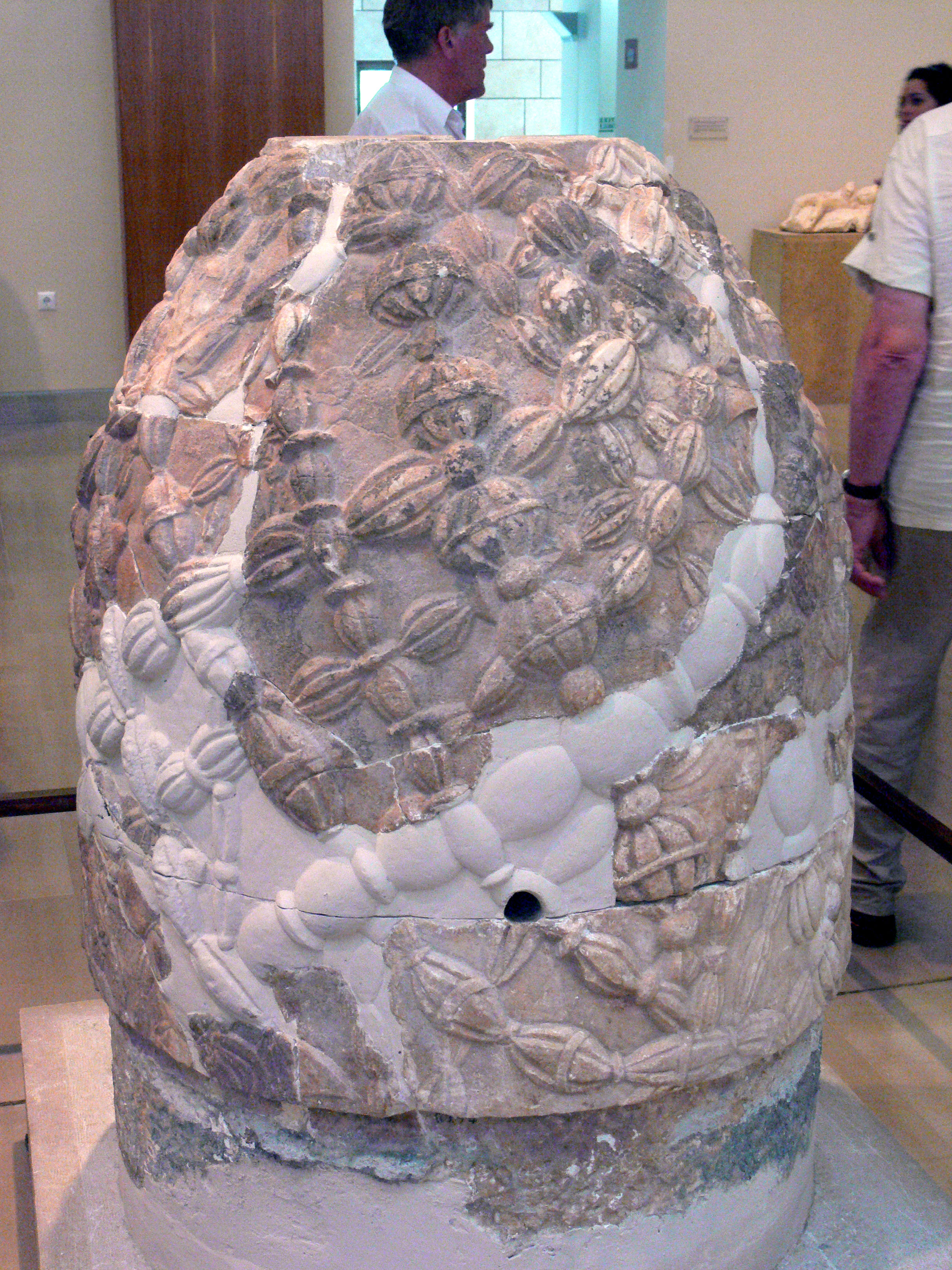

## Historia del santuario
Por la arqueología y los escritos antiguos se sabe que en el siglo VIII a. C. hubo en este lugar de Delfos edificios sagrados. Pausanias, el historiador griego del siglo II d. C., recoge la tradición y entre otras cosas cuenta que los tres primeros templos fueron construidos, uno con laurel, otro con cera de abeja mezclada con plumas y el tercero con bronce.
La arqueología demuestra que en esta época ya era famoso el nombre de Apolo no solo en el lugar, sino en tierras lejanas. Los exvotos sacados a la luz en las excavaciones son muy significativos: Renombre de Apolo Pitio que era famoso en lugares remotos, caballos de Tesalia, trípodes del Peloponeso, soportes de recipientes de Creta, etc.
Pasado el tiempo fueron aumentando las ofrendas, sobre todo los exvotos de bronce. Se han encontrado escudos cretenses, cascos corintios, calderos con cabezas de grifos llegados desde Samos y el Peloponeso y estatuillas diversas.

### Apogeo

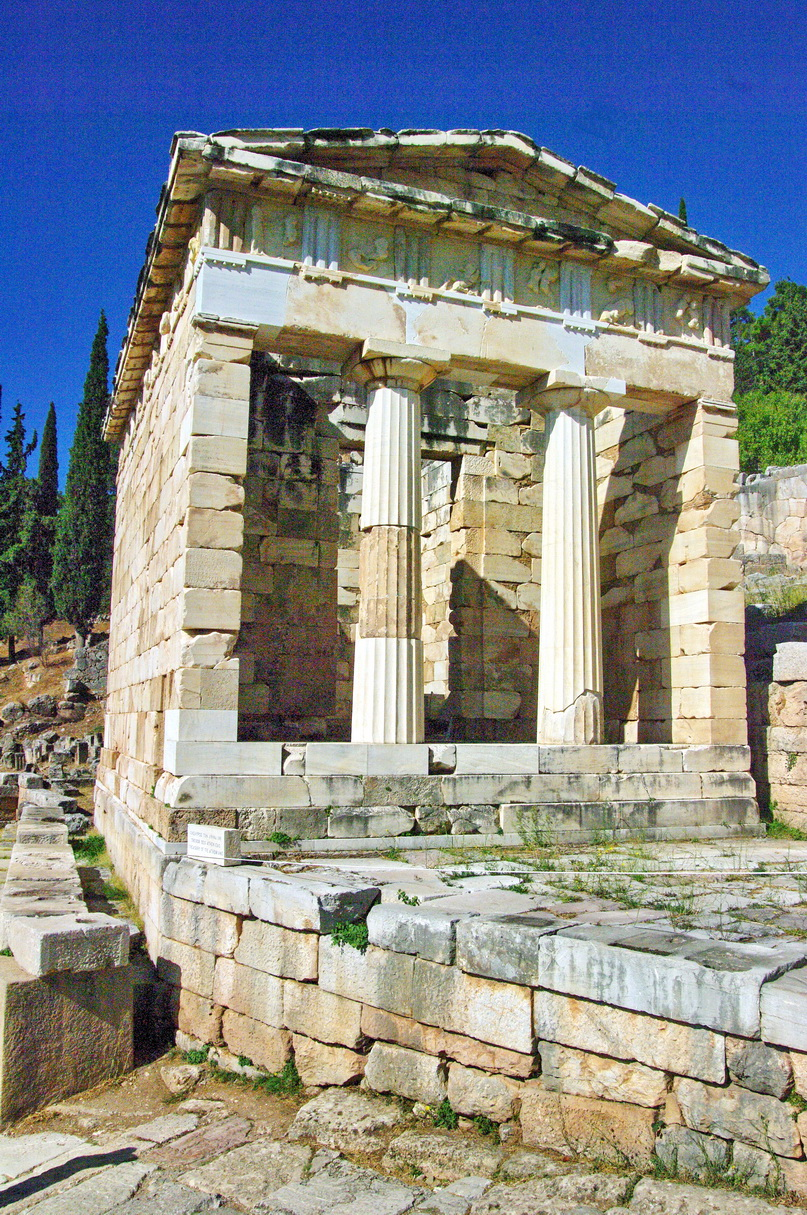
El Tesoro de los atenienses, situado dentro de la acrópolis, fue reconstruido pieza por pieza. Las ofrendas se almacenaban en edificios separados, según la procedencia y región geográfica.

A finales del siglo VII a. C. ya se construyen templos especiales para Apolo y Atenea; son de piedra, con columnas dóricas. Sus restos, pasado el tiempo, sirvieron para construir nuevos templos.
A comienzos del siglo VI a. C. tuvieron lugar dos acontecimientos que influyeron bastante en la evolución del santuario de Delfos. Uno fue la instalación en Delfos de la anfictionía y el otro, la reorganización de los Juegos Píticos.
La anfictionía era una liga religiosa que agrupaba 12 pueblos (no ciudades), casi todos de la Grecia central. Tenía sus reuniones en el santuario de Deméter en Antela, cerca de las Termópilas. Como el oráculo de Delfos tenía ya un renombre mayor que el de Deméter, trasladaron allí la sede de esta confederación, sin por ello abandonar el otro santuario. Esta decisión dio lugar a las llamadas guerras sagradas que fueron tres.
Los Juegos Píticos tenían lugar al principio cada 8 años. Después lo acortaron a 4 y se alternaban con los Juegos Olímpicos. Consistían en pruebas atléticas, hípicas y concursos líricos. En Delfos se construyó en esta época un teatro y un hipódromo para la celebración de estos juegos, que se consideraban muy importantes.
Hubo un gran enriquecimiento tras la primera guerra sagrada, en la que algunas ciudades griegas compitieron por obtener el control y la autoridad del santuario, con lo cual conseguían un reconocimiento de supremacía y prestigio sobre las otras ciudades y sobre algunos reinos extranjeros. Las aportaciones fueron tanto por parte de los griegos como de los pueblos bárbaros. Hay que destacar el regalo que hizo Creso (560-546 a. C.), último rey de Lidia, en esta ocasión: un león de oro sobre una base de lingotes de oro más un cuenco de oro que pesaba un cuarto de tonelada.
En la primera mitad del siglo VI a. C. se hicieron unas 12 fundaciones de tesoros en torno al templo de Apolo. Este viejo templo ardió en el año 548 a. C. y tras el incendio su reconstrucción fue lenta. Hasta el año 505 a. C. no se terminó el nuevo templo, más grande que el anterior y cuya construcción se llevó a cabo gracias a una familia llamada Alcmeónidas, de Atenas. Según cuenta Heródoto, esta familia gestionó la aportación de dinero en todo el mundo griego.

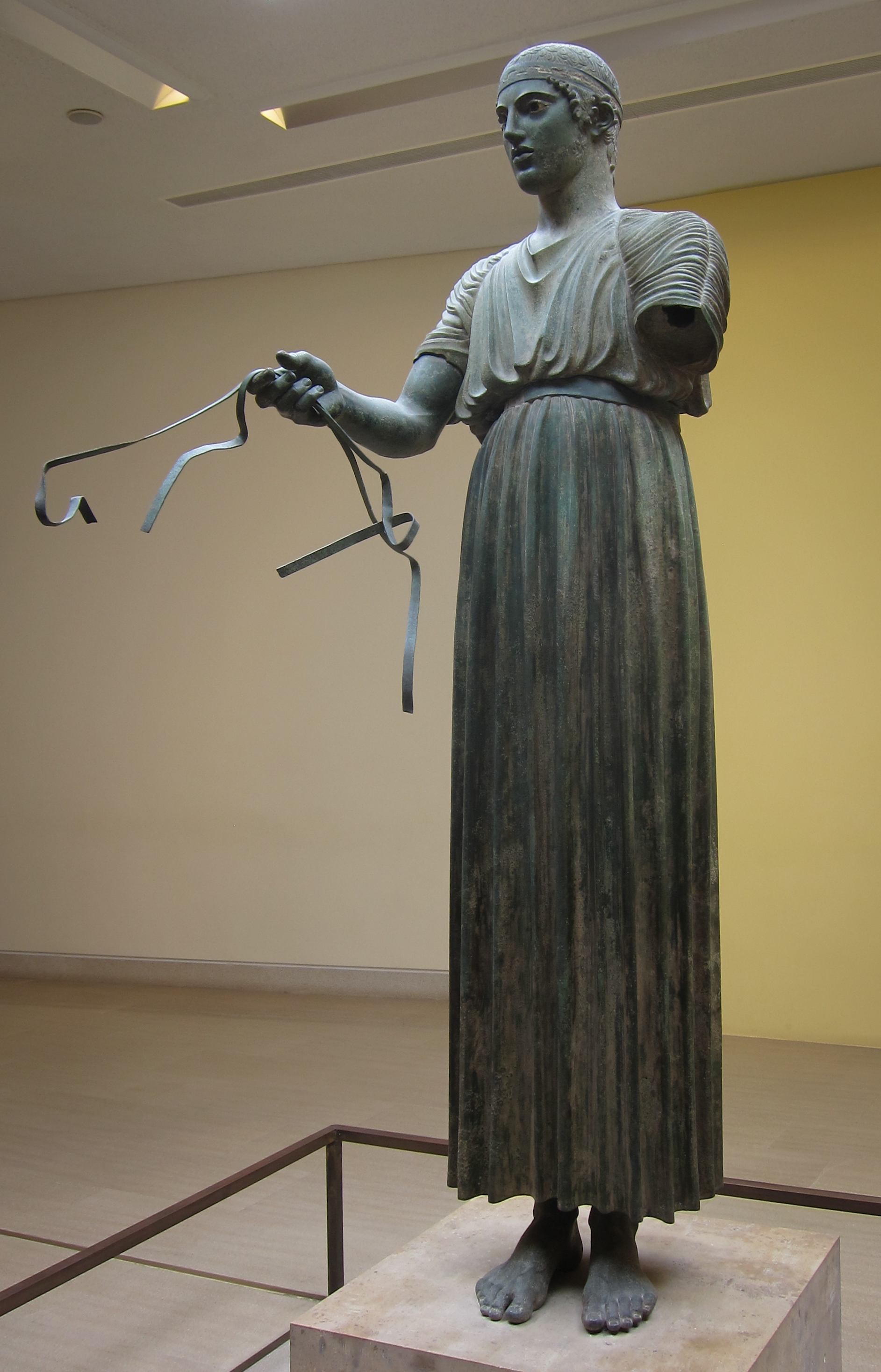
Auriga de Delfos que se exhibe en el museo arqueológico de Delfos.

Las aportaciones de exvotos y ofrendas, más las construcciones de tesoros durante esta época, fueron cuantiosas:
- Tesoro de los sifnios, en el 525 a. C., con cariátides tan colosales como las de Gnido. Decoración y obras maestras de la edad arcaica con relieves que representan la Gigantomaquia. Sifnos es una de las islas griegas que se encuentran alrededor de la isla de Delos, que fue en la Antigüedad una isla sagrada. Se dice que esta isla tenía minas de oro y que quedaron bajo el mar después de un cataclismo.
- Tesoro de los atenienses, ofrecido a raíz de la batalla de Maratón; llegó a ser el más importante. Atenas ofreció después un pórtico para conmemorar el triunfo sobre los persas en el cabo de Mícala y en el año 460 a. C. ofreció una palmera con dátiles de oro tras la victoria que obtuvo el jefe militar Cimón, hijo de Milcíades contra los persas en la desembocadura del río Eurimedonte. En este tesoro puede verse la epigrafía sobre el texto que se refiere a la Pitaida, que era una procesión que los atenienses enviaban a Delfos para conmemorar un hecho ocurrido en un lugar del monte Parnaso. Cuentan que en dicho lugar cayó un rayo como señal divina. Toda la historia está escrita en la piedra como un himno a Apolo, con anotaciones musicales entre las líneas.
- En el 480 a. C., el tirano de Gela y Siracusa llamado Gelón derrotó a los cartagineses en la ciudad de Hímera en Sicilia. En agradecimiento donó al oráculo un trípode con una Niké (una victoria) de oro.
- Policelo, un príncipe siciliano, venció un año en los Juegos Píticos y tras esta victoria ofreció al santuario de Delfos la escultura en bronce de una cuadriga que debió ser imponente, de la cual se conserva el famoso auriga que fue encontrado en 1896.

### Catástrofes en elsigloIVa.C.

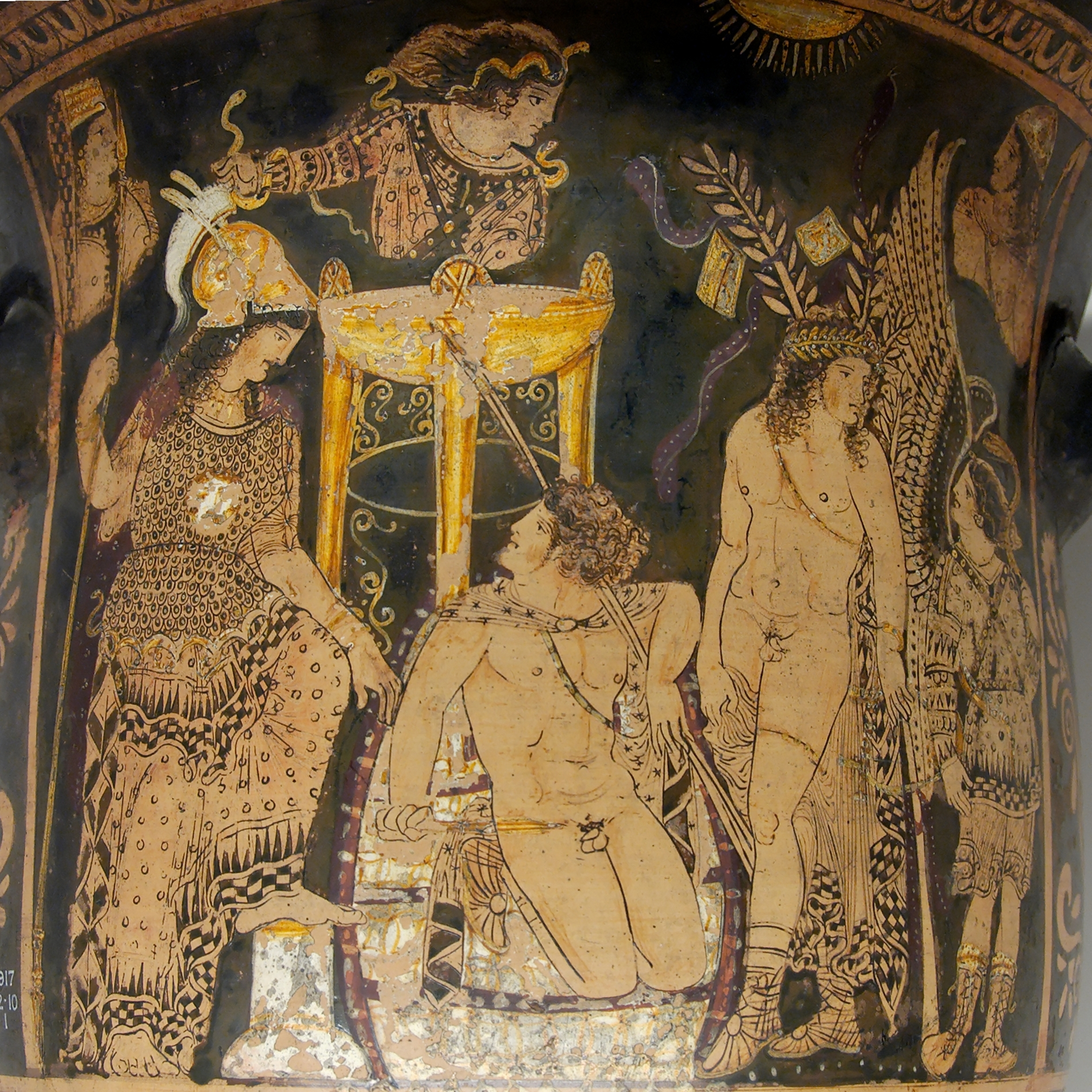
Orestes en Delfos; crátera con figuras rojas, ca. 330 a. C.

Durante este siglo ocurrieron una serie de catástrofes que en nada beneficiaron al santuario de Delfos:
- En el 370 a. C. hubo un terremoto que destruyó el templo edificado por los Alcmeónidas.
- Del 350 a. C. al 340 a. C. fue la tercera guerra sagrada y la consecuencia fue destrucción y daños irreparables. Los focidios lucharon contra los tesalios, beocios y Filipo II de Macedonia, con la intención de obtener la supremacía sobre el oráculo de Delfos. La guerra les costó tanto que se apoderaron de los mejores tesoros del santuario. Fundieron el oro y la plata y con ese resultado pudieron pagar a sus soldados. Pero poco después Filipo se hizo con la autoridad total del lugar sagrado y obligó a los focios a ir restituyendo en donaciones todo lo robado.
- En el 330 a. C. ocurrió la cuarta guerra sagrada, cuando el pueblo de los locrios se enfrentó contra Atenas y el político Esquines seguidor de Filipo se enfrentó también contra la ciudad de Anfisa. Estos hechos dieron lugar a la batalla de Queronea, en el 338, en la que fueron derrotados atenienses y tebanos. Los macedonios tuvieron desde entonces la hegemonía de Grecia.

### SigloIIIysigloIIa.C.
Durante el periodo helenístico, iniciado con los sucesores de Alejandro Magno, se construyó un teatro nuevo y un estadio nuevo.
Los etolios (señores de Delfos) regalaron numerosas ofrendas en forma de columnas y estatuas. Pero los donantes más generosos de esta época fueron los reyes de Pérgamo que en varias ocasiones ofrecieron dinero y mano de obra para el mantenimiento del santuario. El rey de Pérgamo Átalo I regaló un conjunto monumental para celebrar su victoria sobre los gálatas. La donación fue de tal calidad que los etolios de Delfos junto con los componentes de la anfictionía mandaron erigir unas estatuas de Átalo I y de Eumenes II sobre unos pilares y las colocaron junto a la fachada del templo. También Perseo de Macedonia regaló una estatua con su efigie, pero más tarde su vencedor el general romano Lucio Emilio Paulo la mandó quitar para sustituirla por una que le representaba a él.
Son de esta época las inscripciones epigráficas que cubrían los muros de los edificios y del muro poligonal. Pueden leerse textos sobre los derechos honoríficos y sobre la liberación de esclavos. Apolo era quien garantizaba dicha liberación, después de habérsele pagado la suma correspondiente. También es de esta época la epigrafía del tesoro de los atenienses.

### Decadencia

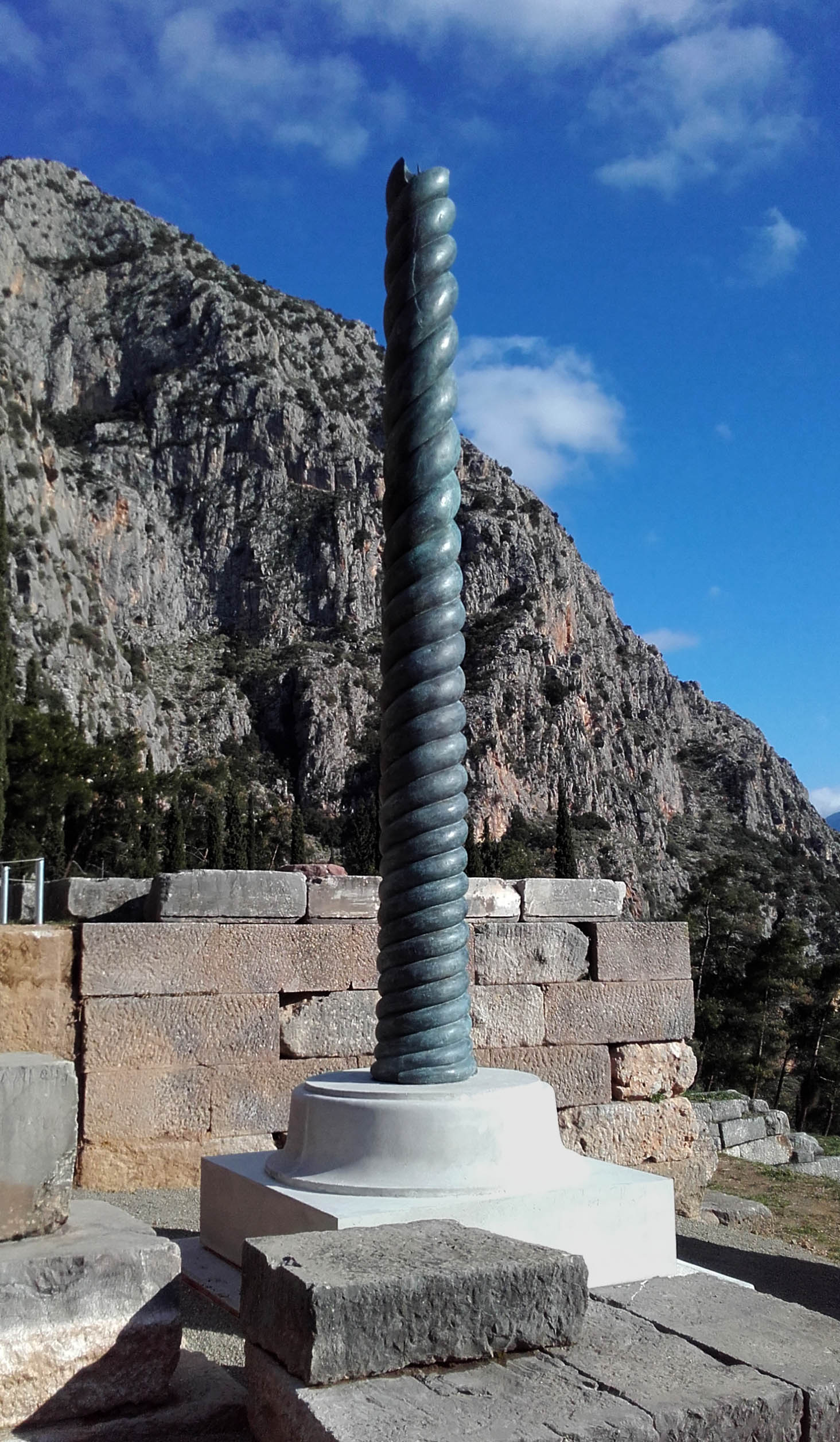
Réplica de la columna serpentina. La original fue trasladada a Constantinopla. Esta réplica fue erigida en Delfos en 2015.

Comenzó el declive con la ocupación romana, durante el siglo I a. C. y continuó hasta el siglo III d. C. Durante este período el oráculo, respetado aún, fue sin embargo perdiendo prestigio y visitantes. En el siglo I a. C. fue cuando se hizo la talla de una fuente rupestre en la pared de la garganta Castalia, allá donde desde antiguo se encontraba el manantial sagrado.
Los fondos para el mantenimiento del santuario, de sus monumentos y de sus tesoros fueron menguando a grandes pasos; la hierba crecía entre los edificios, de manera salvaje, la madera se pudría y la suciedad empezaba a notarse. Hubo además un incendio en el templo de Apolo que el emperador Domiciano (81-96) hizo reparar. El escritor griego Plutarco (c. 46-125), que además fue administrador de la anfictionía en los últimos años de su vida, escribió por entonces sus Diálogos píticos y en este libro comenta la impresión de abandono que le daba el santuario de Delfos.
A pesar de todo, la anfictionía continuaba reuniéndose, organizaba los Juegos Píticos, levantaba algunas estatuas a los cónsules y emperadores romanos y el oráculo seguía siendo consultado. Pero las peticiones eran ya de otro estilo: ya no se le pedía consejo sobre posibles enfrentamientos, reinados, gobernantes, etc., sino sobre viajes, matrimonios y otros asuntos domésticos. El oráculo dejó de influir en la política y el devenir de los pueblos. Su último momento de algo de esplendor se dio bajo el gobierno de los Antoninos, en el siglo II de nuestra era. Los emperadores siguieron manteniendo una regular correspondencia con el oráculo. Esta correspondencia ha llegado hasta nuestros días grabada sobre los contrafuertes del templo de Apolo.
El emperador romano Adriano (c. 76-138) también visitó Delfos. Allí hizo levantar una estatua (que ha sido hallada en las excavaciones) en homenaje a su favorito Antínoo, que había muerto ahogado misteriosamente en el río Nilo.
Herodes Ático (101-177), político y orador griego, sofista y protector de las letras, además de poseer una gran riqueza, donó parte de esta a Delfos para reconstruir las gradas del estadio. También mandó erigir estatuas de su familia.
Pero ya por el siglo II d. C. el santuario recibía visitantes que eran más curiosos que fieles. Los viajeros llegaban allí para curiosear y no para utilizar el recinto como lugar sagrado. Pausanias fue uno de estos visitantes que llegó en calidad de hombre culto y amante de las antigüedades y luego contó sus impresiones como historiador. Ya en el año 87 a. C., Sila se había apropiado de muchas riquezas sagradas y de las ofrendas hechas en metales preciosos, lo mismo que el emperador Nerón en el siglo I. En el siglo IV el emperador romano Constantino I el Grande se llevó a Constantinopla una de las pocas piezas grandes que aún quedaban: la columna serpentina que se levantaba exenta y que nadie consideraba de valor después de que los focenses se llevaron 700 años antes su trípode de oro. Todavía se conserva.
En el siglo III los hérulos, godos y bastarnos recorrieron en intensas campañas toda la Grecia Central, Ática y el Peloponeso, arrasando y saqueando. En Delfos destruyeron algunas de las estatuas que quedaban en pie y el resto se vino abajo después del edicto de Teodosio el Grande, emperador romano (c. 346-395), con el que se pretendía acabar oficialmente con todos los "ídolos del paganismo", clausurando así definitivamente el oráculo de Delfos, que cesó su actividad en el año 390. La desolación fue total al cabo de los años y de los centenares de estatuas que antaño poblaron el recinto, no quedó ni una en pie.

### Fin del culto
El recinto de Delfos nunca llegó a estar deshabitado. Después de que se hubo olvidado por completo la razón de su existencia, sus ruinas se fueron recubriendo y se fue edificando toda una pequeña ciudad.
Tras la ocupación romana y la imposición del monoteísmo cristiano, durante el siglo V de nuestra era, el área de Delfos fue sede de un arzobispado, y para ello se desmanteló el oráculo, construyeron iglesias utilizando como material el mármol de los monumentos; se construyó una basílica, y grandes edificaciones religiosas, borrando así prácticamente toda evidencia del gran oráculo de Delfos. En el siglo XVIII los eruditos se plantearon la duda del lugar exacto en que habría estado el célebre santuario de Apolo. Por los textos antiguos se tenía una idea, pero era casi imposible dar con ningún vestigio hasta que, gracias a un hallazgo fortuito, empezaron los estudios sistemáticos y las excavaciones.

## Las excavaciones

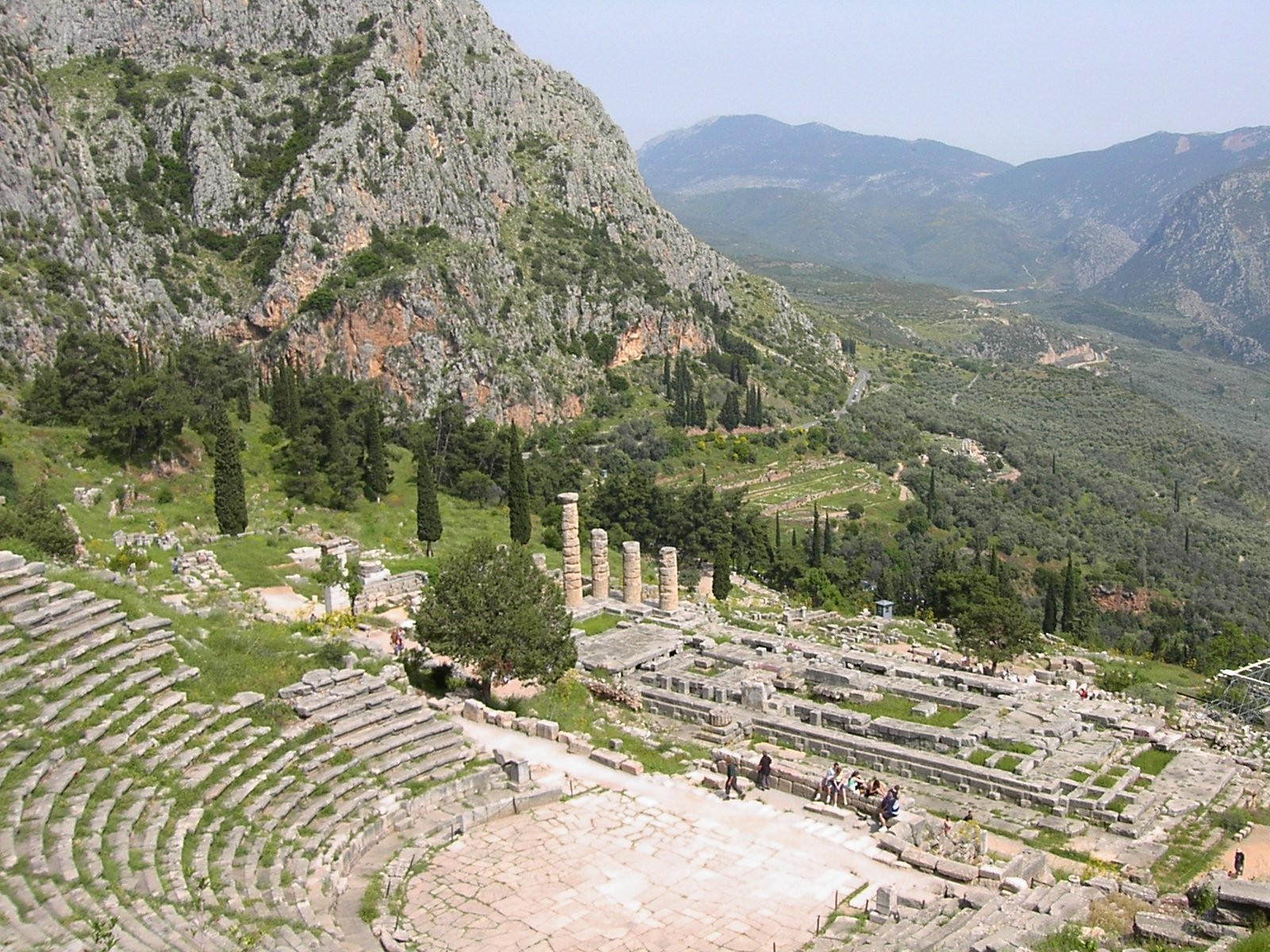
Vista desde el teatro, donde se realizaban presentaciones artísticas y religiosas.

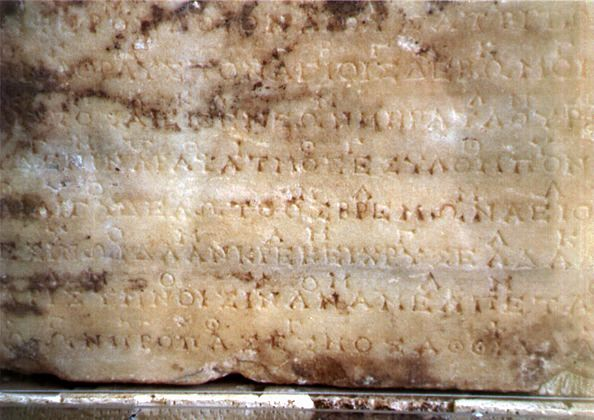
Himno a Apolo. Este es uno de los himnos délficos a Apolo, que estaba inscrito en una de las paredes del tesoro de los atenienses. Sobre las estrofas, pueden apreciarse las notas musicales (a modo de cancionero).

En 1676 Jacques Spon (francés) y George Wheler (inglés) llegaron al emplazamiento del santuario, convertido en un poblado llamado en ese momento Castri. En su visita por el lugar se fijaron en unas inscripciones en la iglesia de un monasterio que había sido construido justamente sobre los muros del antiguo gimnasio. En estas inscripciones leyeron la palabra Delphi. Lo mismo les ocurrió en algunas casas del poblado. En estos años no pasó de ser una noticia para los historiadores; no hubo excavaciones.
Pasados dos siglos, en 1840, un arqueólogo alemán llamado Karl Otfried Müller trabajó en esta zona y descubrió entre las casas del poblado una parte del gran muro poligonal del recinto del santuario. El descubrimiento fue una llamada a seguir trabajando. Llegaron más arqueólogos franceses y alemanes, que fueron poco a poco descubriendo indicios y vestigios de la joya arqueológica que se escondía en aquel lugar. Pero la tarea era muy difícil pues la presencia del poblado impedía hacer excavaciones en serio. Empezaron entonces los tratos y los proyectos para trasladar a otro sitio todo el poblamiento de Castri, hasta que en 1881 hubo una convención entre el gobierno griego y el gobierno francés (muy interesado en las excavaciones) para expropiar, trasladar y reconstruir el nuevo emplazamiento, que es la ciudad actual llamada Delfí. Tras varios años de negociaciones, entre 1892 y 1901 se realizó una gran actividad arqueológica dirigida por el jefe de la Escuela Francesa de Atenas, Théophile Homolle. Fueron apareciendo piezas, restos de estatuas criselefantinas (es decir, estatuas que tenían la cara, las manos y los pies de marfil y el cabello de oro), piedras de edificios, columnas rotas, etc. En años posteriores vinieron las restauraciones llevadas a cabo por la Escuela francesa de Arqueología más una subvención del Ayuntamiento de Atenas y aportaciones particulares de ciudadanos griegos. De esta forma vieron la restauración:
- El tesoro de los atenienses que fue reconstruido pieza a pieza
- El templo de Apolo, del que apenas se conservan algunas columnas
- El estadio, que es el mejor conservado de la Antigüedad
- El tholos
- La fuente Castalia
- El ágora romana
- El altar de Quíos
- Varias columnas

Muchas de las piezas fueron llevadas al museo de Delfos, entre otras el famoso auriga de bronce de tamaño natural ofrendado por Policelo, la Esfinge de Naxos, los mellizos de Argos y una copia romana del ónfalos que era la piedra en forma de huevo que señalaba el centro u "ombligo de mundo" en Delfos y que fue encontrado durante las excavaciones hechas al templo de Apolo.
Un deslizamiento de rocas provocó graves daños al yacimiento arqueológico en 1935 así que, a partir de 1936 se volvieron a realizar excavaciones arqueológicas en el lugar, que pretendieron profundizar más que las anteriores. Por otra parte, durante la Segunda Guerra Mundial y la posterior guerra civil griega muchos objetos arqueológicos fueron enterrados en depósitos para preservarlos y no se desenterraron hasta 1952.
En la década de 1970 se excavó en la cueva Coricia, en la que se encontraron miles de figurillas. Otra campaña de excavaciones tuvo lugar en la década de 1990. En ella se investigó acerca de los primeros tiempos de Delfos y, entre otros hallazgos, se desenterró un hueso de león del siglo VI a. C. También en estas fechas se realizó un estudio geológico del lugar.